# Jeff Sessions
Jefferson Beauregard "Jeff" Sessions III (født 24. december 1946) er en amerikansk politiker, der var USA's justitsminister fra 2017 til 2018. Yderligere var han tidligere senator og repræsenterede Alabama og Det republikanske parti. Han blev valgt ind i Senatet i 1997 og sad indtil 2017. 
Sessions er uddannet advokat og var United States attorney i 1981–1993 og Attorney general fra 1995–1997 i Alabama, før han opstillede til valg til Senatet.
I forbindelsen med godkendelsen til justitsminister, begyndte senatoren Elizabeth Warren at læse et brev af Coretta Scott King, der blev skrevet i 1986 som protest mod, at man dengang overvejede Sessions som føderal dommer. Hun blev dog af Mitch McConnell, bedt om at følge den såkaldte Rule 19 i senatets forretningsorden, og efterfølgende stoppet i at gennemføre oplæsningen.
Sessions, der i første omgang nægtede at erklære sig inhabil i en eventuel undersøgelse af Ruslands indblanding i det amerikanske præsidentvalg, valgte i marts 2017 alligevel at gøre det, efter at Washington Post afslørede, at Sessions i USA under valgkampen, havde afholdt to møder med den russiske ambassadør, Sergej Kislyak. Efter senator Al Franken stillede spørgsmål til kontakten mellem Trumps folk og russiske regering under valgkampagnen, hvilket Sessions nægtede at have kendskab til, tilføjede han under godkendelsesprocessen, at han ikke selv, havde haft nogen kontakt med Rusland. Efterfølgende forklarede Sessions, at han havde misforstået spørgsmålet, og at han havde mødt Kislyak i sin egenskab af at være medlem af komiteen for de væbnede styrker. Den første høring angående indblanding foregik den 20. marts.
Efter den fyrede FBI-chef James Comey havde været foran Senatets efterretningskomité, for at beskrive sin tid som leder af efterforskningen om de mulige forbindelser, meldte Sessions sig klar til at komme med svar på Comeys vidneudsagn og blandt andet vidne om sin ageren i forhold til den tidligere FBI-chef ved samme komité, hvilket foregik den 13. juni 2017.
Dagen efter midtvejsvalget i 2018 meddelte Sessions, at han indgav sin opsigelse på præsidentens anmodning. Donald Trump indsatte efterfølgende midlertidigt advokaten Matthew G. Whitaker som justitsminister, i stedet for vicejustitsministeren Rod Rosenstein, indtil den endelig efterfølger blev godkendt af senatet.